# 퍼레이드 (잡지)
퍼레이드(Parade)는 미국의 잡지로, 일요일에 발행된다. 미국에서 700개 이상의 신문을 통해 배급된다. 1941년 설립되었다. 미국에서 가장 흔히 읽히는 잡지인 퍼레이드는 54,100,000명의 독자를 보유하고 있다.